# José Fontaine
Pour les articles homonymes, voir Fontaine.
José Fontaine (Jemappes, le 28 juin 1946) est un journaliste belge et militant autonomiste wallon.

## Biographie
Il étudie la philosophie à l'université catholique de Louvain où il obtient en 1975 un doctorat,.
Après ses études, il enseigne la philosophie dans l'enseignement supérieur social à Namur et Mirwart.
C’est en 1977 qu’il commence à collaborer à l’hebdomadaire 4 Millions 4, proche du Front démocratique des francophones. Il se rend compte dans ce milieu fédéraliste et progressiste, mais bruxellois, qu’il existe des antagonismes de toutes sortes entre les dirigeants du FDF et ceux du Rassemblement wallon. À l’intérieur de ce magazine politique puis dans La Cité, La Nouvelle Gazette, La Wallonie, La Suisse, Le Journal des UPA, Le Ligueur, il tente alors d’exprimer son malaise d’observateur wallon.

### LeManifeste pour la culture wallonne
Impressionné par les conflits entre Wallons et Bruxellois à l’intérieur du FDF-Rassemblement wallon, convaincu comme Roger Mounège qu’on est en train d’assister à l’éveil sans précédent d’une culture wallonne s’exprimant globalement (en français ou en d’autres langues), à travers le théâtre, la chanson, le cinéma, la réflexion économique, politique et sociologique, il se réunit avec le professeur Michel Quévit, le professeur Jacques Dubois, le cinéaste Jean-Jacques Andrien, le chanteur Julos Beaucarne et l’écrivain Jean Louvet. Ces six personnes se rencontrent à partir de novembre 1982 et finissent par rédiger le texte du Manifeste pour la culture wallonne qu’ils rendront public le 15 septembre 1983 à Liège, à la Maison de la presse : le texte sera également présenté le même jour à Namur, Charleroi et Bruxelles. Il fait la Une des principaux journaux (notamment le Soir), mais suscite des polémiques d’une rare violence, notamment de Philippe Moureaux. En 1985, le PS rate de peu la majorité au parlement wallon et c’est une coalition entre les libéraux et le PSC qui se met en place qui veut que les services administratifs wallons déjà présents à Namur soient replacés à Bruxelles dans la perspective d’une fusion entre la Communauté française et la région wallonne. Les promoteurs du Manifeste de 1983 réunissent à nouveau de nombreux signataires qui expriment solennellement, le 5 décembre 1985, leur volonté de voir la capitale de la Wallonie s’ériger en Wallonie.

### La fondation deToudiet deRépublique
Le 7 septembre 1986, il fonde la revue  Toudi avec l’écrivain Thierry Haumont, Roger Mounège, le cinéaste Paul Meyer et Max Delespesse. La revue paraît d’abord annuellement en 1987, 1988, 1989, 1990. En 1991, elle se joint à la revue Contradictions. En décembre 1991, est fondé le mensuel République qui paraîtra parallèlement à la revue annuelle Toudi à partir d’avril 1992 jusqu’en octobre 1996 (40 numéros parus). Il sera distribué dans tous les kiosques en septembre 1993 à l’occasion de la mort de Baudouin Ier et en mai 1994, lors de la visite de Jean-Paul II, dans ce dernier cas avec la revue Golias et Alternative libertaire Belgique. La revue annuelle Toudi a deux numéros en 1992 et un dernier numéro en 1995. En février 1997, les deux revues fusionnent, et la revue Toudi paraît alors mensuellement jusqu’à l’année 2005 durant laquelle elle se transforme en trimestriel. Elle est distribuée dans tous les kiosques en 1999, en 2001, en 2002 et en 2004.
Il se réclame du renardisme. Il est connu pour avoir fait un discours pour l'instauration d'une république et d'une Wallonie autonome, à Namur, lors des fêtes de Wallonie le 19 septembre 1999.
Il a par ailleurs collaboré à plusieurs quotidiens, parmi lesquels La Suisse, La Cité, La Wallonie, La Nouvelle Gazette, Le Rappel, Le Monde, Le Soir, De Standaard, De Morgen, La Libre Belgique, etc.[source insuffisante], Knack, De Standaard, et à diverses revues, comme La Revue nouvelle, Politique (revue de débats), Esprit, Le Débat, Les Cahiers marxistes, Kultuurleven, Contradictions, Le Monde des débats, De Internationale Spectator.

## Publications

### Livres et direction de livres
- Les Faces cachées de la monarchie belge, Baudouin Piret et José Fontaine (dir.), Ed. Toudi, Walhain, 1991.  (ISBN 2-87090-010-4)
- «Le manifeste et les autres théories de la culture en Belgique», dans José Fontaine Michel Godart et Pierre Gillis, La Wallonie et ses intellectuels, Les Cahiers marxistes, no 187, Bruxelles, 1992.
- Le Citoyen déclassé, publié en coédition par la revue Contradictions (no 77, 1995) et la revue Toudi (no 8, 1995) ainsi qu'avec les éditions l'Harmattan. Diffusion librairies pour la France : Ed. L'Harmattan, Paris.  (ISBN 2-87090-018-X)
- Le Discours antiwallon en Belgique francophone, in Toudi, no 13-14, september 1998, Graty, 1998.
- La Gloire secrète de Joseph Malègue (1876-1940), L'Harmattan, Paris, 2016,  (ISBN 978-2-204-15461-1)
- Joseph Malègue à la (re)découverte d'une œuvre, José Fontaine et Berbard Gendrel (dir.) Cerf, Paris, 2023,  (ISBN 978-2-343-09449-6). Présentation en ligne consultée le 31 mars 2023 .
- Du Catéchisme à l’Érotisme chez Joseph Malègue : Amours humaines et sainteté, Éditions L'Harmattan, coll. « Critiques Littéraires », 2024, 284 p. (ISBN 978-2-336-49543-9).

### Collaboration à des ouvrages
- Un séparatisme wallon paradoxal  dans Économie et sociétés (Cahiers de l'ISMÉA, n° 11, novembre 2011 (numéro hors série intitulé L'après-Belgique), p. 2057-2086.
- L’idée républicaine en Belgique  in La République universelle (dir. Paul Baquiast et Emmanuel Dupuy), Volume I L’idée républicaine en Europe (XVIIIe – XXIe siècles) et Volume II L’idée républicaine dans le monde (XVIIIe siècle-XXIe siècles), L’Harmattan, Paris, 2007, Volume I, p. 115-133.
- Un pavé dans la mare des mythes belges (préface à la réédition de L'insurrection prolétarienne de 1830 en Belgique de M. Bologne, Critique Politique, Bruxelles, 1981, réédité par Aden, Bruxelles, 2006[19].
- Gouvernement wallon de 1950 in ’’Encyclopédie du Mouvement wallon’’, Tome II, p. 740-743, IJD, Namur, 2000
- Bruxelles et la Wallonie visible in Dictionnaire de Bruxelles par les gens qui y vivent, y passent ou y travaillent, Labor, Maison de la Francité, Bruxelles, 2000.
- La République et le bonheur, in Belgique toujours grande et belle, n° spécial de la Revue de l’ULB, 1998, p. 130-134.
- Cultuur in Franstalig België Vier definities in Kaz Deprez et Louis Vos, Nationalisme in België, Houtekiet, Anvers, 1999.
- Four definitions of culture in Francophone Belgium in Nationalism in Belgium, Macmillan, Londres, 1998
- Qu’est-ce qu’une identité postnationale?, in Belgique, disparition d’une nation européenne, p. 191-194, L. Pire, Bruxelles, 1997.
- Universalisme de la culture wallonne : réalisations et virtualités in Belgitude et crise de l'État belge St Louis, BXL, 1989
- Idée wallonne et universalisme chrétien in Église et Wallonie, Tome I, EVO, Bruxelles, 1983.
- Wallonië, article de l'Encyclopédie néerlandaise Groter Winkler Prins Encyclopedie in 125 delen, deel 23, Amsterdam 1983.
- La Wallonie, l'indispensable autonomie de M. Quévit, Paris, Entente, 1982 (Collaboration générale, en particulier les chapitres sur la culture et sur le monde paysan).

### Scénario
- Mémoires, film de Jean-Jacques Andrien, 1984[réf. nécessaire]